# 趙敬
趙 敬（ちょう けい）は、宋の宗室の祖。廟号は翼祖（よくそ）。順祖珽（てい）の男子。太祖と太宗の祖父。
『宋史』によると、唐末に営、薊、涿3州の刺史を歴任したというが未詳。任官以前に瀛州清苑県（現中華人民共和国河北省保定市、宋代の保州保塞県）の劉昌（りゅうしょう）に人柄を見込まれて息女の婿に迎えられていたと伝え、その劉氏との間に太祖、太宗の父弘殷（こういん）（宣祖）を成した。
年未詳であるが忌日は4月12日で、後周顕徳年間（954年 - 960年）に左驍衛（ぎょうえい）上将軍を追贈、太祖が宋を興した建隆元年（同960年）に簡恭皇帝（かんきょうこうてい）と諡され、幽州に山陵が営まれて定陵（ていりょう）と名付けられた。その後、真宗の景徳元年（1004年）に京師に近い河南県に改葬され、大中祥符5年（1012年）には簡恭睿徳皇帝（かんきょうえいとくこうてい）と追号された。なお、真宗の崩御後の乾興元年（1022年）に真宗の陵名を永定陵と定めるに際して、陵名は靖陵（せいりょう）と改称されている。
ちなみに、妻劉氏は簡穆皇后（かんぼくこうごう）と諡され、夫妻が居したと伝える保塞県は「（宋の）皇家の故郷」とされた。